# Pérenchies
Pérenchies (Nederlands: Perensijs) is een Franse gemeente in het Noorderdepartement (Frans: département du Nord) (regio Hauts-de-France). De gemeente telde 8.487 inwoners op 1 januari 2022 en maakt deel uit van het arrondissement Rijsel.

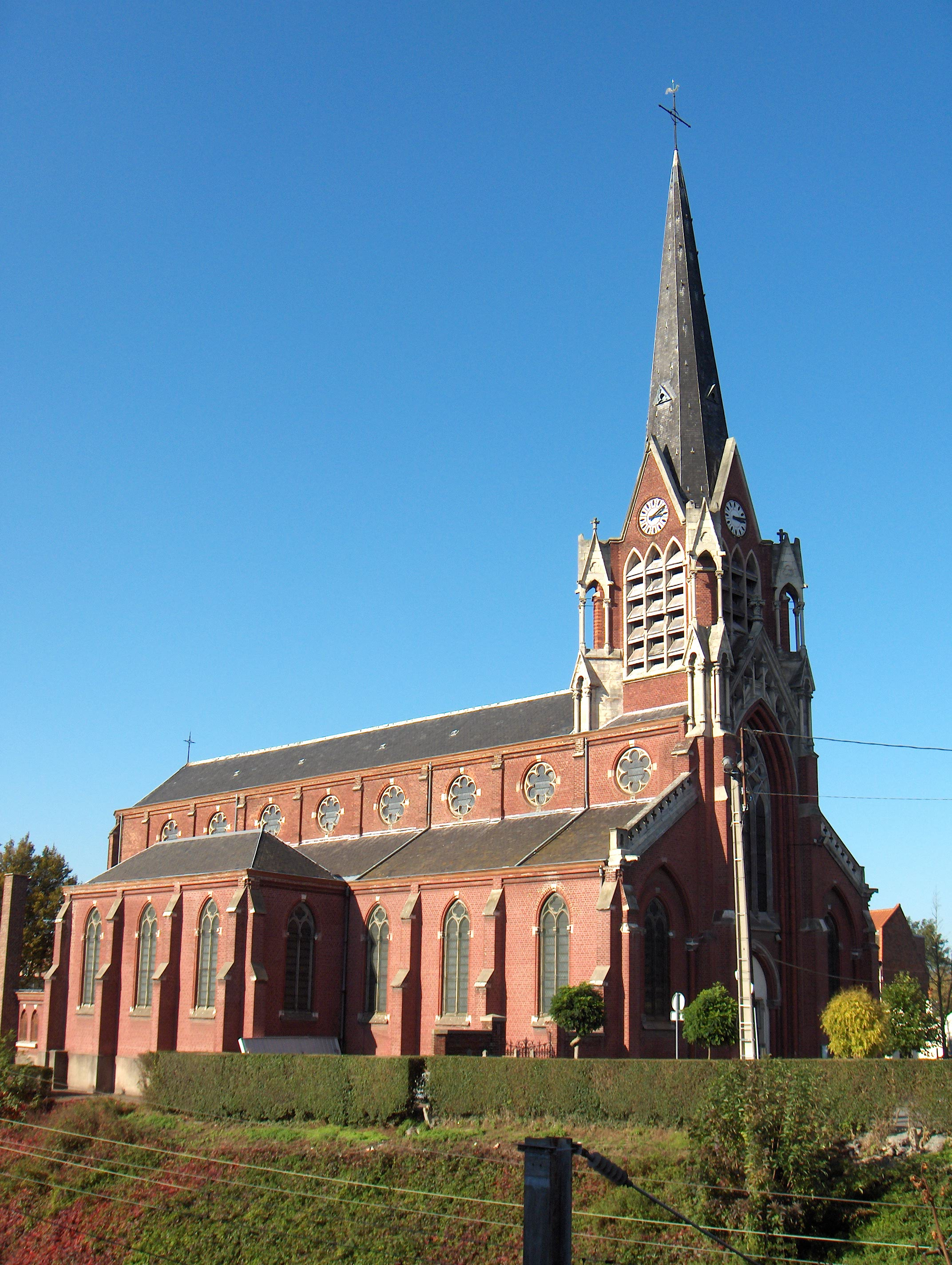
De Sint-Leodegariuskerk in Pérenchies

Pérenchies heeft een sterk verstedelijkt karakter, te danken aan een vroege industrialisering in de 19e eeuw aan de spoorweg Rijsel-Duinkerke. Veel inwoners pendelen naar de Rijselse agglomeratie, maar de plaats is ruimtelijk niettemin niet met Rijsel vergroeid. Het uitzicht is gekenmerkt door veel bouwwerken uit de industrialisatie van de 19e en de 1e helft van de 20e eeuw, met name fabrieksgebouwen en arbeiderswoningen.

## Geschiedenis
Voor de 19e eeuw was Pérenchies een klein landbouwdorp (vlas en tabak). In de feodale periode vormde het een heerlijkheid die afhing van de Kasselrij Rijsel. 
De 19e-eeuwse industrialisering is te danken aan de familie Agache, die een grote textielfabriek oprichtte. Deze textielfabriek (les usines Agache) had te lijden onder de neergang van de West-Europese textielindustrie na de Tweede Wereldoorlog en is gesloten in de jaren 80. Een belangrijke werkgever vandaag is de bronwaterproducent Saint-Léger, die in 1969 startte in Pérenchies en inmiddels bronwater exporteert over heel de wereld (onder meer in België een bekend merk).
Tijdens de Eerste Wereldoorlog is de plaats totaal verwoest. Sommige gebouwen, zoals de neogotische Sint-Legierskerk, zijn herbouwd in de oorspronkelijke, maar de meeste zijn in de jaren 20 tot stand gekomen in een historiserende art-decostijl.

## Geografie
De oppervlakte van Pérenchies bedroeg op 1 januari 2022 3,03 vierkante kilometer; de bevolkingsdichtheid was toen 2.801 inwoners per km².

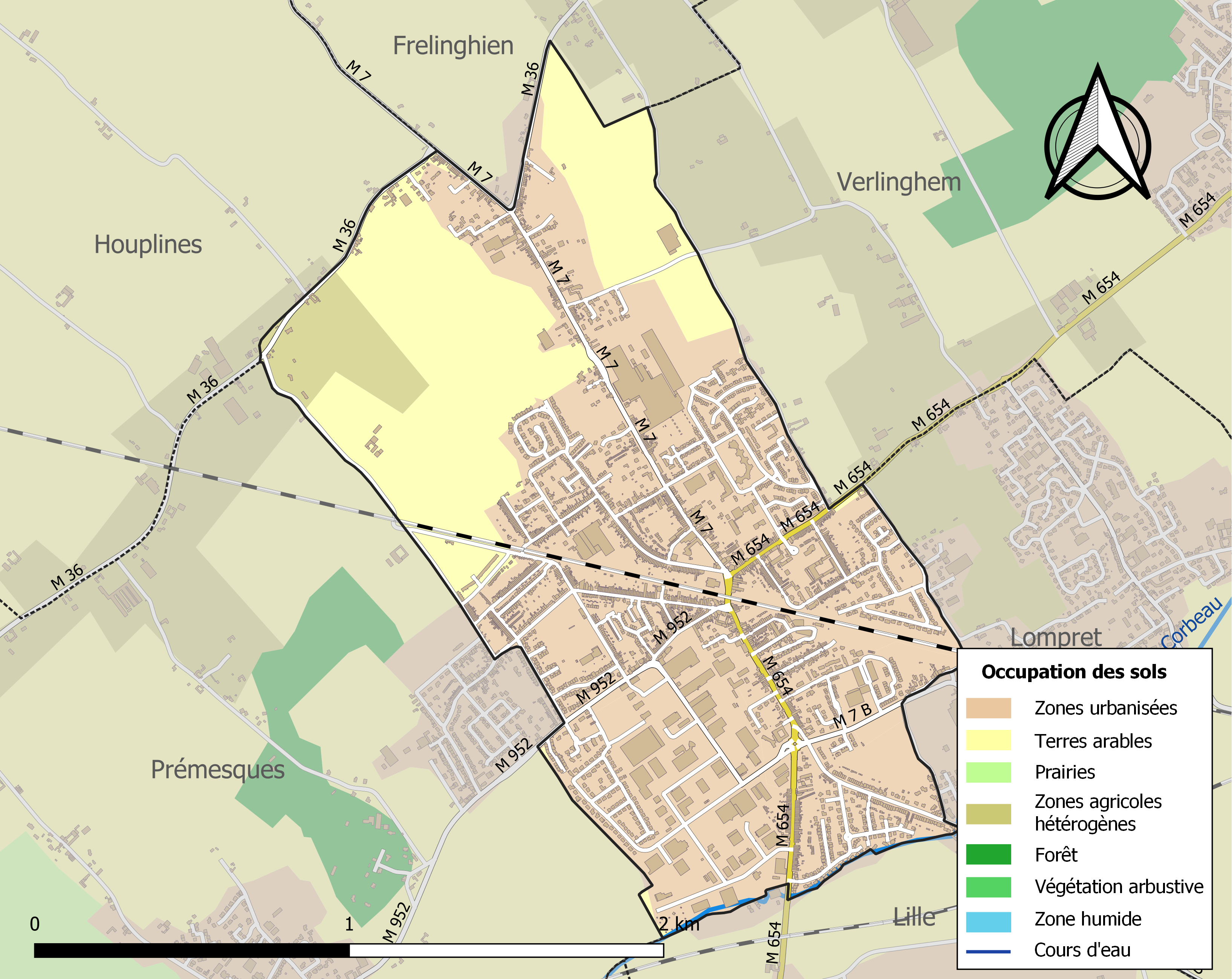
Kaart van de gemeente met belangrijkste infrastructuur, bodemgebruik en omliggende gemeenten

## Bezienswaardigheden
- De Église Saint-Léger.
- Op de gemeentelijke Begraafplaats van Pérenchies bevinden zich twee Britse oorlogsgraven uit de Tweede Wereldoorlog.

## Verkeer en vervoer
In de gemeente ligt spoorwegstation Pérenchies.

## Demografie
Onderstaande figuur toont het verloop van het inwonertal (bron: INSEE-tellingen).